# Чикшино
Чикшино (саам. Чикша — чирок-свистунок) — посёлок в муниципальном районе Печора в Республике Коми. Центр сельского поселения Чикшино.
Дата основания посёлка — 13 февраля 1940 года.
Расположен в 45 км от центра Печорского района — города Печоры. В 2009 году был открыт автомобильный мост через реку Чикшину.

## Производство
Рядом с посёлком находится современный терминал 28-километрового магистрального нефтепровода с Северо-кожвинского месторождения, сданный в эксплуатацию в августе 2002 г.
Поселок Чикшино известен в народе как колония ПЛ-350/1, занимавшаяся лесозаготовками, которая в настоящее время расформирована, а все имущество передано на баланс муниципального образования.

## Население
Население составляет 532 человек (2010  год).

## Инфраструктура
В Чикшино имеются несколько магазинов, почта, отделение Сбербанка, амбулатория, средняя школа, в которой обучается 130 учеников и детский сад.
В поселке функционируют также Северный ПТУС, отделение связи, библиотека, лесничество, 8 магазинов.

## Список улиц
- Лесная ул
- Центральная ул
- Привокзальная ул
- Школьная ул
- Северная ул

## Достопримечательности
- Свято-Тихоновский храм

## Руководство
- Анатолий Васильевич Аршулик - с 18 января 2003 года по 20 апреля 2015 года
- Анастасия Павловна Чёрная - с 21 апреля 2015 года